# Esőember
Az Esőember (eredeti cím: Rain Man) 1988-ban bemutatott amerikai filmdráma Barry Levinson rendezésében, Tom Cruise és Dustin Hoffman főszereplésével. A film négy Oscar-díjat nyert.

## Cselekmény
Charlie Babbit aranyifjú csalódottan veszi tudomásul, hogy édesapjától, akivel soha nem jött ki valami jól, nem örökölt mást, mint néhány rózsabokrot és egy 40 éves autót. Kiderül, hogy van egy bátyja, aki a hagyaték mintegy hárommillió dollárnyi részét kapja. Charlie egy intézetben talál rá az autizmussal és Savant-szindrómával élő Raymond-ra, s magával viszi őt annak reményében, hogy megszerezheti a bátyja számára értéktelen vagyont mint Raymond gyámja. Raymond csak sportalsót hajlandó viselni, kívülről tudja Shakespeare összes művét, fél a repüléstől, 23.00-kor mindig le kell feküdnie és zseniális fejszámoló. Közös útjuk során Charlie sok újat tanul, de gyakran összetűzésbe keveredik Raymonddal. Nehéz neki legyőznie a türelmetlenségét, amit a mániákus bátyja okoz az út során, ám a történet végére Charlie őszintén megszereti Raymondot, s lassanként megtanul együtt élni bátyja fogyatékosságával és különc szokásaival, s már nem is érdekli a három millió dolláros örökség megszerzése.

## Szereplők
| Szerep                   | Színész            | Magyar hang      |
| ------------------------ | ------------------ | ---------------- |
| Raymond Babbit, Esőember | Dustin Hoffman     | Tahi Tóth László |
| Charlie Babbitt          | Tom Cruise         | Rudolf Péter     |
| Susanna                  | Valeria Golino     | Borbély Viktória |
| Dr. Bruner               | Jerry Molen        | Rajhona Ádám     |
| John Mooney              | Jack Murdock       | Kun Vilmos       |
| Vern                     | Michael D. Roberts | Vass Gábor       |
| Lenny                    | Ralph Seymour      | Szerednyey Béla  |
| Iris                     | Lucinda Jenney     | Herceg Csilla    |
| Sally Dibbs              | Bonnie Hunt        | Kiss Erika       |
| Kisvárosi orvos          | Kim Robillard      | Konrád Antal     |
| Anyuka a farm-házban     | Beth Grant         | Kiss Mari        |
| Pap a temetésen          | Donald E. Jones    | Kenderesi Tibor  |
| Férfi a váróteremben     | Bryon P. Caunar    | Simon György     |
| Nővér                    | Donna J. Dickson   | Ábrahám Edit     |
| Orvos                    | Barry Levinson     | Láng József      |

### Szinkronstáb
- stáblista felolvasása: Bozai József
- magyar szöveg: Jankovich Krisztina
- hangmérnök: Takács György
- rendezőasszisztens: Mihályfalvi Mihály
- vágó: Virág Éva
- gyártásvezető: Dudás Ica
- szinkronrendező: Zákányi Balázs
- szakértő: dr. Balázs Anna

## Díjak és jelölések
- Oscar-díj (1989)
  - díj: legjobb film (Mark Johnson)
  - díj: legjobb rendező (Barry Levinson)
  - díj: legjobb eredeti forgatókönyv (Ronald Bass, Barry Morrow)
  - díj: legjobb férfi főszereplő (Dustin Hoffman)
  - jelölés: legjobb látványterv jelölés (Ida Random, Linda DeScenna)
  - jelölés: legjobb operatőr jelölés (John Seale)
  - jelölés: legjobb vágás jelölés (Stu Linder)
  - jelölés: legjobb zene jelölés (Hans Zimmer)
- Golden Globe-díj (1989)
  - díj: legjobb dráma
  - díj: legjobb férfi főszereplő (Dustin Hoffman)
  - jelölés: legjobb rendező (Barry Levinson)
  - jelölés: legjobb forgatókönyv (Ronald Bass, Barry Morrow)
- Berlini Nemzetközi Filmfesztivál (1989)
  - díj: Arany Medve
  - díj: A Berliner Morgenpost olvasói zsűrijének díja

## Adaptációk
2008-ban Terry Johnson írta és rendezte meg a film alapján az azonos című színdarabját a londoni West End Apolló Színházában Josh Hartnett és Adam Godley főszereplésével. Ez az előadás 2010-ben Orlai Tibor közreműködésével került bemutatásra Magyarországon a Belvárosi Színházban. Zöldi Gergely tolmácsolását Anger Zsolt vitte színre főszerepekben Kulka Jánossal és Nagy Ervinnel.
Szintén 2008-ban jelent meg a film indiai változata Yuvvraaj címmel.